# Племство
Племство, властелинство или властела, било је привилеговани друштвени сталеж у току средњег вијека. Након појаве буржоазије и капитализма, племство знатно губи своју политичку, друштвену и новчану моћ, да би касније потпуно ишчезло. Данас, племство постоји као почасни сталеж у неким земљама свијета, нпр. у Уједињеном Краљевству. Уз племићки статус често су се додјељивале и племићке титуле, као нпр. барон, виконт, гроф, маркиз, војвода, кнез итд. Рангирање племићких титула: велики војвода (надвојвода код принчева династије Хабсбурга од 1453. до 1918), војвода, маркиз (у Француској, Шпанији, Италији и Русији), гроф (у Енглеској еквивалент ерл), виконт, барон и витез. У Византији: деспот, севастократор и кефалија (провинцијални гувернер).
Чланство у племству је историјски било признато од монарха или владе. Без обзира на то, стицање довољне моћи, богатства, војне моћи или краљевске наклоности повремено је омогућавало обичним људима да се успну у племство.

## Историја
Израз потиче од латинског nobilitas, апстрактне именице придева nobilis („племенит, али и секундарно познат, познат, запажен“). У старом римском друштву, nobiles је настао као неформална ознака за политичку владајућу класу која је имала савезничке интересе, укључујући патрицијске и плебејске породице (gentes) са претком који је у својим дужностима дошао до конзулског рагна (погледајте novus homo, „нови човек”).
У савременој употреби, „племство“ се примењује на највишу друштвену класу у предмодерним друштвима. У феудалном систему (у Европи и другде), племство је углавном било оно које је држало феуд, често земљу или дужност, под подаништвом, тј. у замену за верност и разне, углавном војне, услуге сизерену, који би могао бити племић вишег ранга или монарх. То се брзо почело посматрати као наследна каста, понекад повезана са правом на ношење наследне титуле и, на пример у предреволуционарној Француској, уживањем фискалних и других привилегија.
Док је племићки статус раније додељивао значајне привилегије у већини јурисдикција, до 21. века постао је у великој мери почасно достојанство у већини друштава, иако неке, преостале привилегије и даље могу бити легално очуване (нпр. у Холандији, Шпанији, Великој Британији) и неке азијске, пацифичке и афричке културе настављају да придају повећи значај формалном наследном чину или титули.

## Остали појмови
„Аристократа” и „аристократија”, у савременој употреби, колоквијално и широко се односе на особе које наслеђују повишени друштвени статус, било због припадања (раније) званичном племству или надмоћној вишој класи.
Плава крв је енглески идиом забележен од 1811. године у Годишњем регистру и 1834. године за племенито рођење или порекло; познат је и као превод шпанске фразе sangre azul, која је описивала шпанску краљевску породицу и високо племство за које се тврдило да су визиготског порекла, за разлику од Маврa. Идиом потиче из античких и средњовековних друштава Европе и разликује горњу класу (чије су површинске вене изгледале плаве кроз непрепланулу кожу) од тадашње радничке класе. Потоњи су се углавном састојали од пољопривредних сељака који су већину свог времена проводили радећи на отвореном и тако имали препланулу кожу, кроз коју су површинске вене мање видљиве.
Роберт Лејси објашњава генезу концепта плаве крви:
Шпанци су дали свету идеју да крв аристократа није црвена већ плава. Шпанско племство почело је да се обликује око деветог века на класичан војнички начин, заузимајући земљу као ратници на коњима. Они су наставили тај процес више од пет стотина година, одузимајући делове полуострва од његових маварских окупатора, а један племић би демонстрирао свој педигре тако што би подигао руку којом држи мач, како би приказао филигран плавокрвних вена испод своје бледе коже - доказ да његово рођење није контаминирао тамнопути непријатељ.